# Zdob și Zdub
Zdob și Zdub (Здоб ши Здуб) — молдавская рок-группа, основанная в 1994 году. Представители Молдовы на конкурсе песни «Евровидение» в 2005, 2011 и 2022 годах.

## История

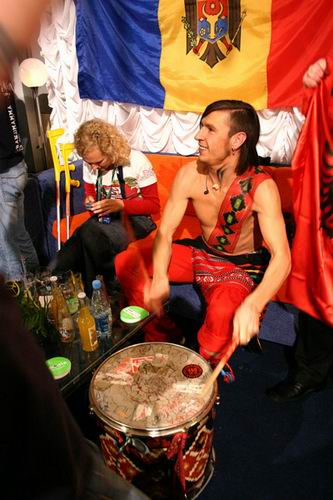
Вокалист Роман Ягупов на «Евровидении-2005»

Группа Zdob și Zdub была основана в 1994 году в городе Страшены. Изначально называлась Santa Maria и The Noise, потом получила название Zdob și Zdub. Словосочетанием «Здоб ши здуб» в румынском языке называют звуки ударов по барабану.
В ноябре 1994 года записывается первое демо, и группа проходит отбор фестиваля «Учитесь плавать-1» в Москве, где впервые выступает под названием Zdob și Zdub.
В июле 1996 года Zdob și Zdub участвуют в фестивале «Учитесь плавать-2», где выступают на разогреве группы Rage Against the Machine. Для фестиваля записывается песня «Hardcore Moldovenesc», которая стала хитом и принесла известность группе.
В 1996 году Zdob și Zdub записывают дебютный альбом Hardcore Moldovenesc, подписав контракт с записывающей фирмой FeeLee.
В мае 1999 года выпущен второй альбом под названием Tabăra Noastră.
В октябре 2000 года Zdob și Zdub записали кавер-версию песни «Видели ночь» для участия в трибьюте Виктора Цоя «КИНОпробы». Песня стала хитом в большинстве постсоветских стран, занимая первые места в хит-парадах в течение года. Было продано около полутора миллионов альбомов «КИНОпробы», содержащих эту песню. Zdob și Zdub стали очень много гастролировать, и в результате были признаны питерским журналом Fuzz лучшей live-группой 2000 года в России.
12 октября 2001 года в Москве в клубе «Б-2» состоялась презентация альбома Agroromantica.
24 ноября 2003 года вышел в свет очередной альбом «450 овец». Одной из известнейших песен стала композиция «DJ Vasile», записанная при участии ансамбля народной песни «Сёстры Осояну». Песня была перезаписана в 2010 году на украинском и русском языках.
В июне 2004 года альбом «450 овец» вошёл в World Music Chart Europe на 12 место.
Октябрь 2004 года — группа работает в своей студии над записью нового альбома, посвящённого десятилетию группы. В альбом войдут 10 лучших песен группы за 10 лет творчества, а также 5 совершенно новых треков.
Весной 2005 года группа представила Молдавию на песенном конкурсе «Евровидение» с песней «Bunica Bate Doba» и заняла 6-е место.
В 2009 году группа Zdob și Zdub записала песню «На речке, на речке» для проекта «СОЛЬ» на «Нашем Радио».
В декабре 2009 года группа записала песню «Телега» для трибьют-альбома «Машинопись» в честь 40-летия группы «Машина времени».
26 февраля 2011 года группа получила право представлять Молдавию на конкурсе «Евровидение» с песней «So Lucky». Композиция прошла в финал и заняла в нём 12 место, набрав 97 баллов.
18 декабря 2013 года группа впервые выступила вместе с симфоническим оркестром. Концерт прошёл в Национальном дворце Республики Молдова, где были исполнены баллады, романтические песни, которые редко исполнялись, а также новые произведения. Оркестром дирижировал Марк Осельский.
29 января 2022 года получили третью возможность представить Молдавию на конкурсе «Евровидение». С песней «Trenulețul» (Тре́нуле́цул) выступили в первом полуфинале конкурса 10 мая 2022 года и вышли в финал. В финале заняли 7 место с 253 баллами, по зрителям 2 место с 239 баллами.

## Состав группы
- Роман Ягупов (рум. Roman Iagupov, 13.09.1973) — вокал, акустическая гитара, флейта, окарина, народные инструменты с 1994 г. Народный артист Молдавии (2020).
- Михай Гынку (рум. Mihai Gîncu, 5.03.1975) — бас-гитара, бэк-вокал с 1994 г. Награждён медалью «За гражданские заслуги» (2002)[5].
- Андрей Чеботарь (рум. Andrei Cebotari) — ударная установка, 2000—2003 и с 2010 г. Награждён медалью «За гражданские заслуги» (2002)[5].
- Виктор Дандеш (рум. Victor Dandeș, 03.04.1972) — тромбон, народные инструменты (флуер, кавал, тилинка, аккордеон и т. д.) с 2000 г. Награждён медалью «За гражданские заслуги» (2002)[5].
- Валериу Мазылу (рум. Valeriu Mazîlu, 12.09.1978) — труба, чимпой, бэк-вокал с 2002 г. Награждён медалью «За гражданские заслуги» (2002)[5].
- Святослав Старуш (рум. Sveatoslav Staruș) — гитара, бэк-вокал 1996—2004 и с 2010 г. Награждён медалью «За гражданские заслуги» (2002)[5].

## Дискография

### Альбомы
- 1997 — Hardcore Moldovenesc / FeeLee Records
- 1999 — Tabăra Noastră
- 2000 — Remixs
- 2001 — Agroromantica / CD Land Records
- 2002 — «От харdкора до романтики»
- 2003 — 450 de oi
- 2006 — Ethnomecanica
- 2010 — «Белое вино/Красное вино»
- 2012 — Basta Mafia!
- 2015 — 20 de Veri[6]
- 2019 — Bestiarium

### Синглы
- 2005 — Boonika Bate Doba

## Видеоклипы
- 2000 — Цыгане-Инопланетяне
- 2005 — Dj Vasile
- 2012 — Moldovenii s-au născut[7]
- 2015 — Om cu inima de lemn[8]
- 2016 — Sunt hoinar, sunt Lăutar[9]